# Jarinu
Jarinu is een gemeente in de Braziliaanse deelstaat São Paulo. De gemeente telt 22.822 inwoners (schatting 2009).

## Aangrenzende gemeenten
De gemeente grenst aan Atibaia, Bragança Paulista, Campo Limpo Paulista, Itatiba en Jundiaí.